# Селюга
Селюга — река в России, протекает по Архангельской области. Устье реки находится в 187 км по левому берегу реки Уфтюга. Длина реки составляет 58 км, площадь водосборного бассейна — 245 км².

## Притоки
- 10 км: Мишина (лв)
- 35 км: река без названия (пр)

## Данные водного реестра
По данным государственного водного реестра России относится к Двинско-Печорскому бассейновому округу, водохозяйственный участок реки — Северная Двина от впадения реки Вычегда до впадения реки Вага, речной подбассейн реки — Северная Двина ниже места слияния Вычегды и Малой Северной Двины. Речной бассейн реки — Северная Двина.
Код объекта в государственном водном реестре — 03020300112103000025681.